# Учёба без границ
Учёба без границ (фр. Études sans frontières) — это организация, целью которой являются помощь и поддержка мотивированных студентов из регионов, пострадавших от военных действий, с целью их образования в европейских университетах для дальнейшего восстановления их стран. Вместе со стипендиями организация предлагает интенсивные тренинги, помогающие участникам в реализации их проектов по восстановлению стран.
Организация «Учёба без границ» имеет представительства в разных странах по всему миру. Кроме поддержки студентов, организация также занимается информированием общественности о ситуации в целевых регионах и организовывает культурные обмены. На данный момент[когда?] существуют или планируются проекты в Чечне, Демократической Республике Конго, Афганистане, Руанде, Гаити и Западной Сахаре.
Организация была основана студентами в Париже в 2003 году. Сейчас[когда?] организация «Учёба без границ» имеет отделения в Канаде, Германии, Италии и Испании. Studieren Ohne Grenzen Deutschland e.V. в Германии является самым большим подразделением организации. В нём насчитывается около 700 членов на 2011 год, которые располагаются в 14 немецких университетах.